# 칠곡 송림사 대웅전
칠곡 송림사 대웅전(漆谷 松林寺 大雄殿)은 대한민국 경상북도 칠곡군 동명면 구덕리, 송림사에 있는 신라 시대의 대웅전이다. 2012년 2월 13일 경상북도의 유형문화재 제434호로 지정되었다가, 2021년 7월 22일 대한민국의 보물로 지정되었다.

## 개요
17세기부터 서서히 회생한 불교건축은 17세기 후반에 맞배지붕의 다포 주불전 건물이 일반화되는데, 송림사의 주불전인 칠곡 송림사 대웅전은 임진왜란의 전란을 겪은 후 1649년에 중수되었으며 이후 1755년, 1850년 두 차례의 중수를 거쳐 현재 모습으로 남아 있는 건물이다. 대웅전은 정면 5칸, 옆면 3칸 규모인데 17세기 이후 재건한 불전이 정면 3칸, 옆면 2칸을 채택했던 추세와 달리 이전의 규모를 지키고 있다.
평면 규모뿐 아니라 실내구성에서도 당대 흐름인 중앙에 대형 불단을 설치하고 후불벽을 두어 예불공간을 확장시키는 방식을 따르지 않고 옛 방식을 취하고 있다. 공포의 짜임은 비교적 시기가 올라가는 교두형 공포로 짰는데 이런 유형의 공포는 팔공산 일대 사찰 등에서 집중적으로 나타나는 지역 특색이다.
송림사 대웅전은 17세기 중엽 중수된 이후 18세기 말, 19세기 중엽 두 차례의 중수를 거치면서 주칸의 크기를 재조정하고 외관이 달라지는 수준의 큰 변모가 일어났음에도 불구하고 팔공산 일대 사찰건축의 특징이 반영된 옛 부재를 최대한 재사용하여 역사성을 잘 계승하고 있다.

## 주해
1. ↑  교두형: 흔히 공포의 짜임에서 전면으로 길에 내민 활이나 날개모양의 살미형식이 아니고 끝을 각지게 깍아 낸 모양의 공포 형식

## 참고 자료
- 칠곡 송림사 대웅전 - 국가유산청 국가유산포털
- 이 문서에는 문화재청에서 공공누리 제1유형으로 배포된 자료를 바탕으로 한 내용이 포함되어 있습니다.